# Distretto di Djarkurgan
Il distretto di Djarkurgan (usbeco Jarqo`rg`on) è uno dei 14 distretti della Regione di Surxondaryo, in Uzbekistan. Si trova nella parte meridionale della regione, a nord di Termiz. Il capoluogo è Djarkurgan, una città di 17.700 abitanti (censimento 1989).